# Aloe nitens
Aloe nitens é uma espécie de liliopsida do gênero Aloe, pertencente à família Asphodelaceae.